# Eulimidae
Eulimidae R. A. Philippi, 1853 è una famiglia di molluschi gasteropodi marini della sottoclasse Caenogastropoda. Tutte le specie sono parassite degli echinodermi, come stelle di mare, ofiure e oloturie, trascorrendo la vita sulla superficie o in alcuni casi all'interno degli organismi parassitati dei quali si nutrono.
Le specie di questa famiglia sono caratterizzate dalla conchiglia conica di piccole dimensioni, dalla scultura sia assiale che a spirale.

## Tassonomia

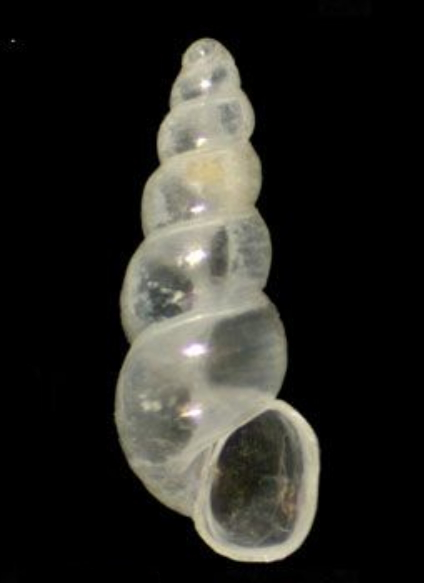
Aclis vitrea

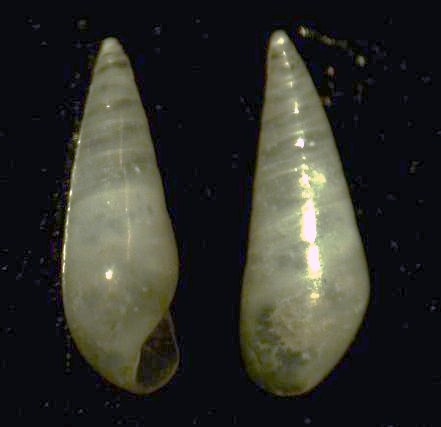
Eulima algoensis

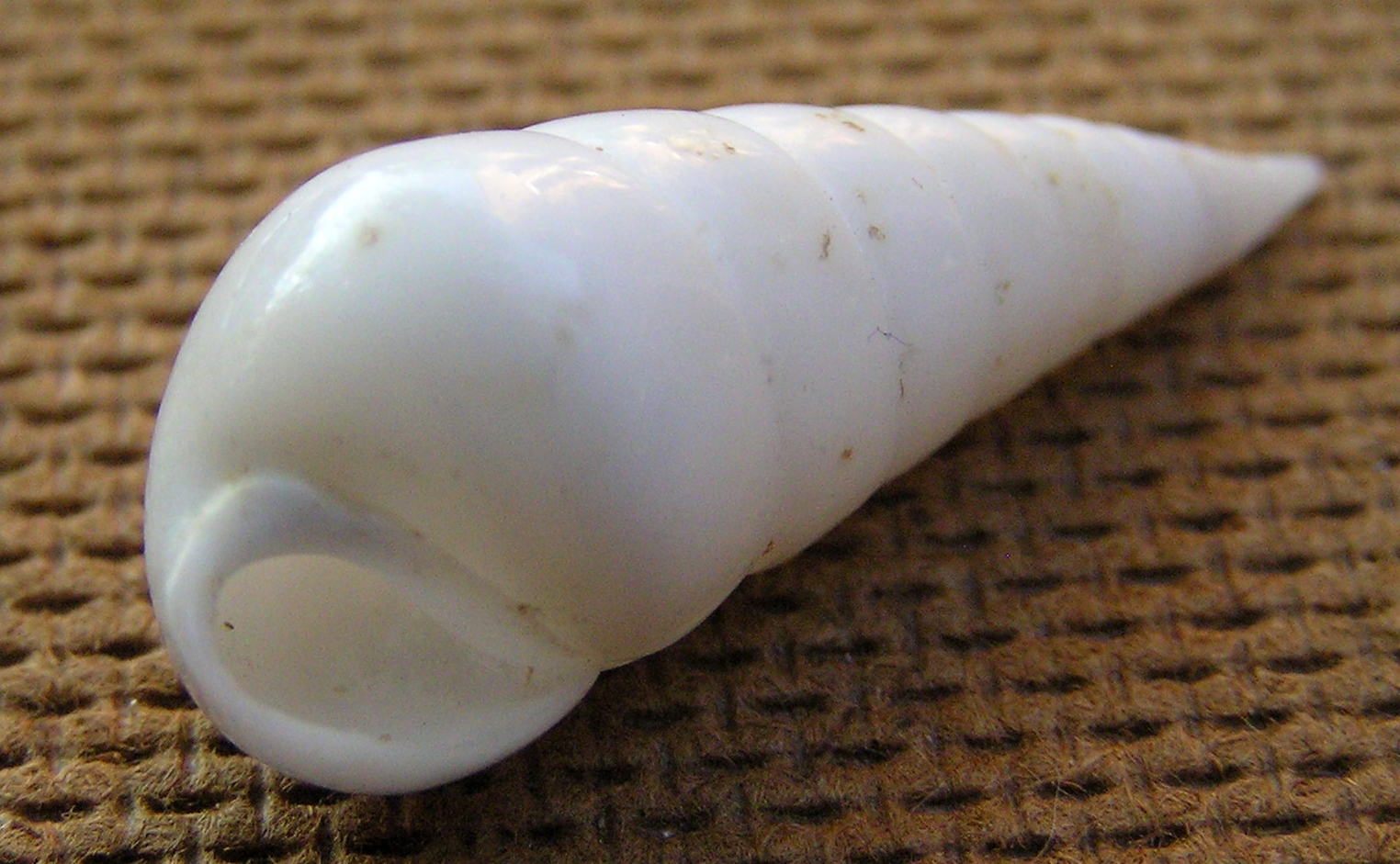
Melanella martinii

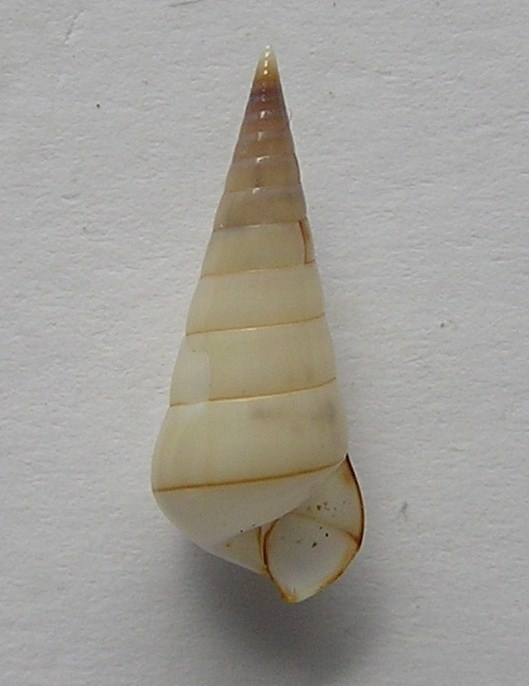
Niso hizenensis

Secondo quanto riconosciuto dal sito del WoRMS, la famiglia risulta composta da 129 generi dei quali alcuni fossili e 25 non accettati in quanto considerati sinonimi o di errata trascrizione:
- Abyssoaclis J. Barros, Mello, F. Barros, S. Lima, Santos, Cabral & Padovan, 2003
- Aclis Lovén, 1846
- Acrochalix Bouchet & Warén, 1986
- Amamibalcis Kuroda & Habe, 1950
- Annulobalcis Habe, 1965
- Apicalia A. Adams, 1862
- Arcuella G. Nevill & H. Nevill, 1874
- Asterolamia Warén, 1980
- Asterophila Randall & Heath, 1912
- Awanuia A. W. B. Powell, 1927
- Bacula H. Adams & A. Adams, 1863
- Batheulima F. Nordsieck, 1968
- Bathycrinicola Bouchet & Warén, 1986
- Bulimeulima Bouchet & Warén, 1986
- Campylorhaphion Bouchet & Warén, 1986
- Charilda Iredale, 1929
- Chileutomia Tate & Cossmann, 1898
- Clypeastericola Warén, 1994
- Concavibalcis Warén, 1980
- Costaclis Bartsch, 1947
- Crinolamia Bouchet & Warén, 1979
- Crinophtheiros Bouchet & Warén, 1986
- Curveulima Laseron, 1955
- Cyclonidea Laseron, 1956
- Diacolax Mandahl-Barth, 1946
- Discaclis Moolenbeek & Warén, 1987
- Echineulima Lützen & C. Nielsen, 1975
- Echiuroidicola Warén, 1980
- Enteroxenos Bonnevie, 1902
- Entocolax Voigt, 1888
- Entoconcha J. Müller, 1852
- Ersilia Monterosato, 1872
- Eulima Risso, 1826
- Eulimacrostoma Souza & Pimenta, 2019
- Eulimetta Warén, 1992
- Eulimostraca Bartsch, 1917
- Eulitoma Laseron, 1955
- Fuscapex Warén, 1981
- Fusceulima Laseron, 1955
- Fusceulimoides Takano, Kano, Mogi & Okanishi, 2023
- Gasterosiphon Koehler & Vaney, 1905
- Goodingia Lützen, 1972
- Goriella Moolenbeek, 2008
- Goubinia Dautzenberg, 1923
- Haliella Monterosato, 1878
- Halielloides Bouchet & Warén, 1986
- Hebeulima Laseron, 1955
- Hemiaclis G. O. Sars, 1878
- Hemiliostraca Pilsbry, 1917
- Hoplopteron P. Fischer, 1876
- Hypermastus Pilsbry, 1899
- Megadenus Rosén, 1910
- Melanella Bowdich, 1822
- Menon Hedley, 1900
- Microeulima Warén, 1992
- Molpadicola Grusov, 1957
- Monogamus Lützen, 1976
- Mucronalia A. Adams, 1860
- Nanobalcis Warén & Mifsud, 1990
- Niso Risso, 1826
- Oceanida de Folin, 1870
- Ophieulima Warén & Sibuet, 1981
- Ophioarachnicola Warén, 1980
- Ophiolamia Warén & Carney, 1981
- Paedophoropus A. W. Ivanov, 1933
- Palisadia Laseron, 1956
- Paramegadenus Humphreys & Lützen, 1972
- Parastilbe Cossmann, 1900
- Parvioris Warén, 1981
- Peasistilifer Warén, 1980
- Pelseneeria Koehler & Vaney, 1908
- Pictobalcis Laseron, 1955
- Pisolamia Bouchet & Lützen, 1976
- Polygireulima Sacco, 1892
- Prostilifer Warén, 1980
- Pseudosabinella J. H. McLean, 1995
- Pulicicochlea Ponder & Gooding, 1978
- Punctifera Warén, 1981
- Pyramidelloides G. Nevill, 1885
- Rectilabrum Bouchet & Warén, 1986
- Robillardia E. A. Smith, 1889
- Ruapukea Dell, 1952
- Sabinella Monterosato, 1890
- Sanciaella Moolenbeek & Hoenselaar, 2010
- Scalaribalcis Warén, 1980
- Scalaronoba A. W. B. Powell, 1927
- Scalenostoma Deshayes, 1863
- Selma A. Adams, 1863
- Severnsia D. L. Geiger, 2016
- Sticteulima Laseron, 1955
- Stilapex Iredale, 1925
- Stilifer Broderip, 1832
- Subniso J. H. McLean, 2000
- Teretianax Iredale, 1918
- Thaleia Warén, 1979
- Thyca H. Adams & A. Adams, 1854
- Thyonicola Mandahl-Barth, 1941
- Trochostilifer Warén, 1980
- Tropiometricola Warén, 1981
- Turveria S. S. Berry, 1956
- Umbilibalcis Bouchet & Warén, 1986
- Vitreobalcis Warén, 1980
- Vitreolina Monterosato, 1884

- Acicularia Monterosato, 1884 accettata come Crinophtheiros Bouchet & Warén, 1986
- Auriculigerina Dautzenberg, 1925 accettata come Chileutomia Tate & Cossmann, 1898
- Balcis Leach, 1847 accettata come Melanella Bowdich, 1822
- Bessomia S. S. Berry, 1959 accettata come Thyca H. Adams & A. Adams, 1854
- Comenteroxenos Tikasingh, 1961 accettata come Enteroxenos Bonnevie, 1902
- Cuspeulima Laseron, 1955 accettata come Eulima Risso, 1826
  - Sottofamiglia Enteroxeninae Schwanwitsch, 1917 accettata come Eulimidae R. A. Philippi, 1853
- Entosiphon Koehler & Vaney, 1903 accettata come Gasterosiphon Koehler & Vaney, 1905
- Granulithyca T. Habe, 1976 accettata come Thyca H. Adams & A. Adams, 1854
- Halliella Monterosato, 1878 accettata come Haliella Monterosato, 1878
- Helicosyrinx Baur, 1864 accettata come Entoconcha J. Müller, 1852
- Hordeulima Sacco, 1892 accettata come Eulima (Hordeulima) Sacco, 1892 †
- Kiramodulus Kuroda, 1949 accettata come Thyca H. Adams & A. Adams, 1854
- Leiostraca H. Adams & A. Adams, 1853 accettata come Eulima Risso, 1826
- Mucronella A. W. Ivanov, 1973 accettata come Mucronalia A. Adams, 1860
- Parastilifer A. W. Ivanov, 1952 accettata come Pelseneeria Koehler & Vaney, 1908
- Polygyreulima accettata come Polygireulima Sacco, 1892
- Stilbe Jeffreys, 1884 accettata come Parastilbe Cossmann, 1900
- Stilimella Laseron, 1955 accettata come Scalenostoma Deshayes, 1863
- Strombiformis da Costa, 1778 accettata come Eulima Risso, 1826
- Stylifer P. Fischer, 1864 accettata come Stilifer Broderip, 1832
- Stylina J. Fleming, 1828 accettata come Pelseneeria Koehler & Vaney, 1908
- Subeulima Souverbie, 1875 accettata come Bacula H. Adams & A. Adams, 1863
- Subularia Monterosato, 1884 accettata come Eulima Risso, 1826
- Teretinax [SIC] accettata come Teretianax Iredale, 1918
- Venustilifer A. W. B. Powell, 1939 accettata come Pelseneeria Koehler & Vaney, 1908

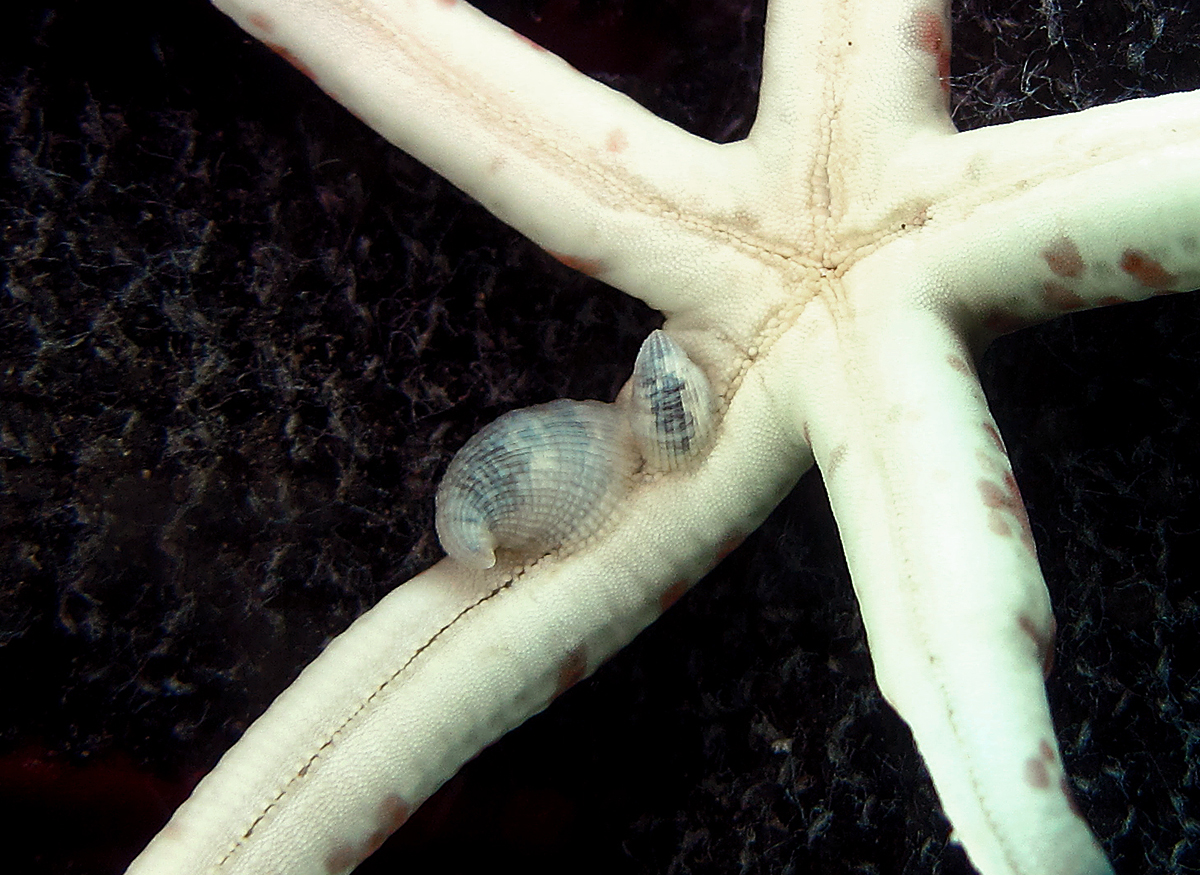
Thyca ectoconcha che parassita una stella marina della specie Linckia multifora.
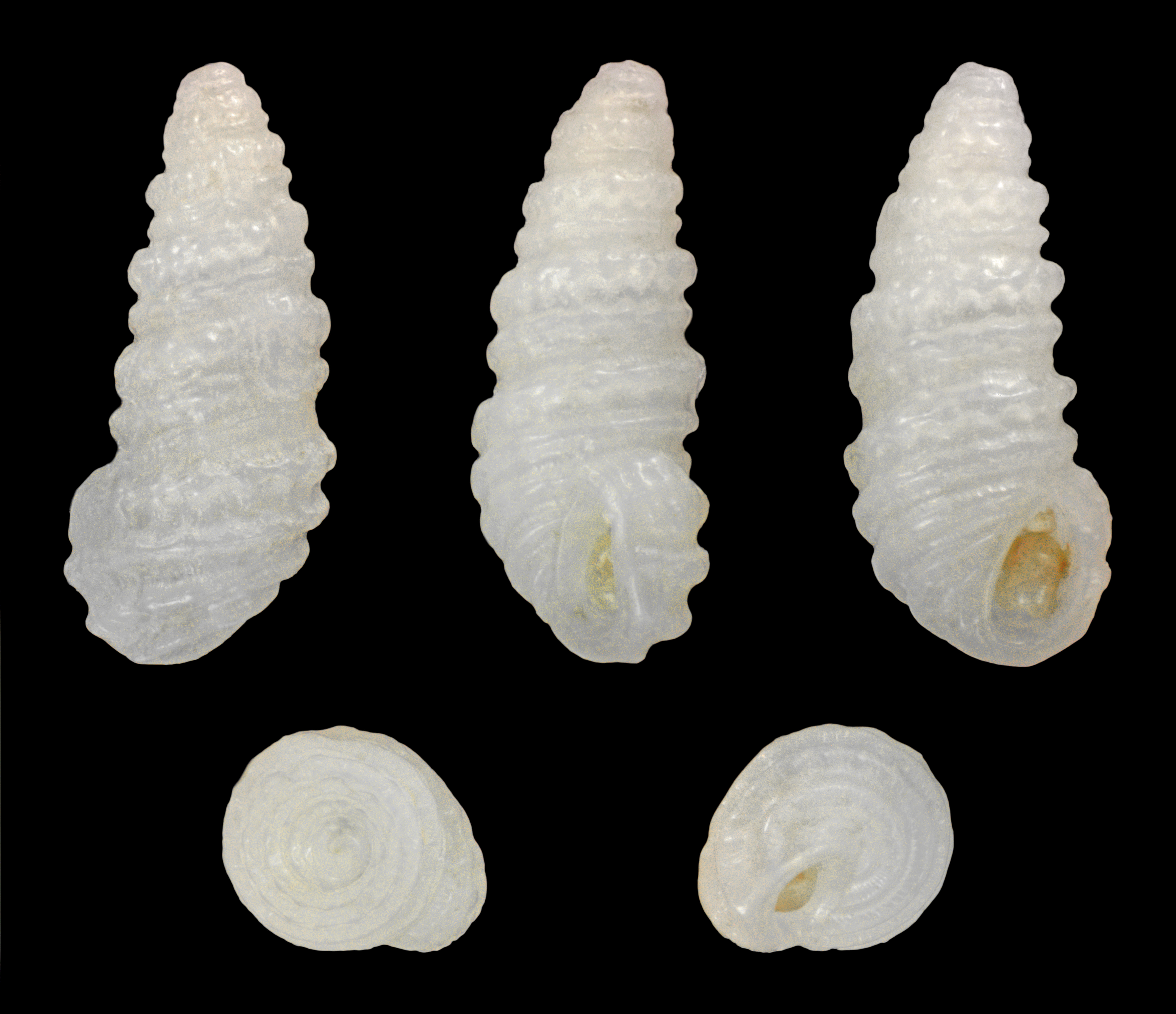
Pyramidelloides mirandus
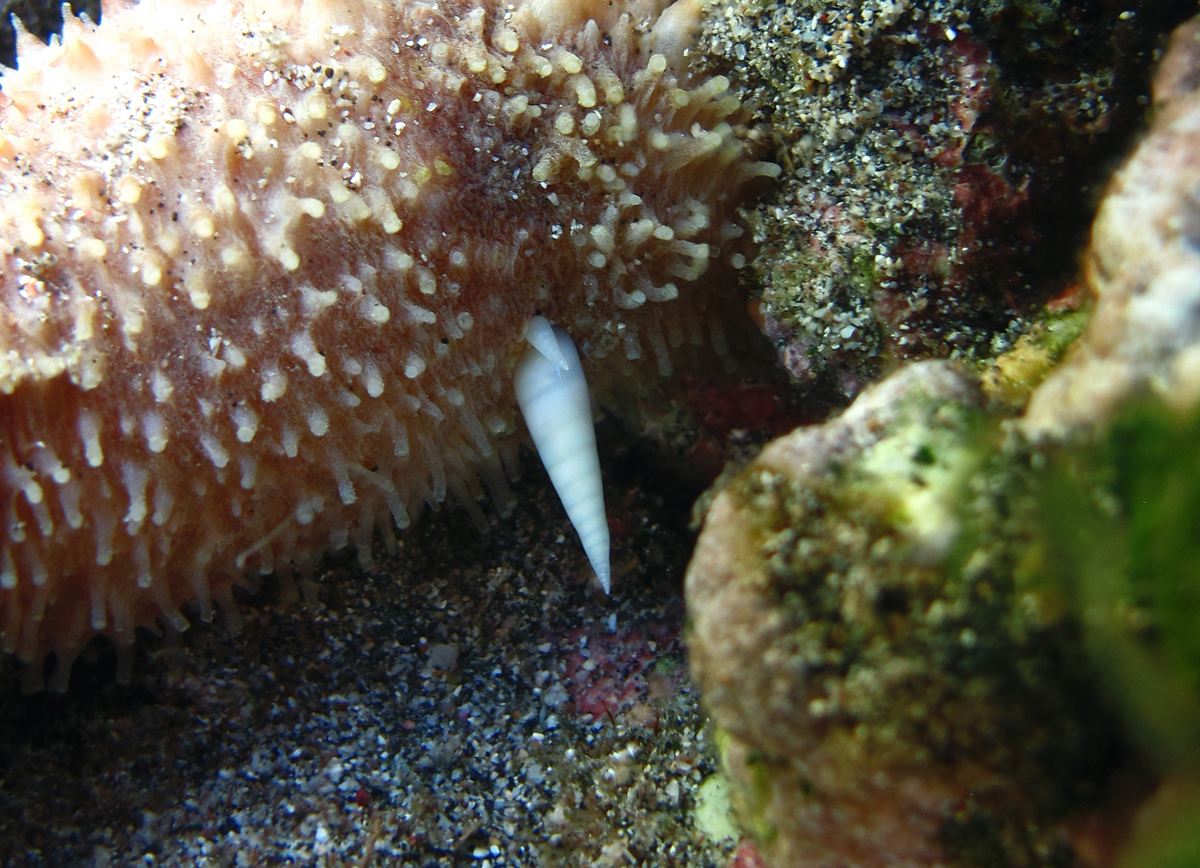
Eulimide su una forma giovanile di cetriolo di mare della specie Holothuria verrucosa.